# Villeselve
Villeselve és un municipi francès, situat al departament de l'Oise i a la regió dels Alts de França. L'any 2007 tenia 391 habitants.

## Demografia

### Població
El 2007 la població de fet de Villeselve era de 391 persones. Hi havia 128 famílies de les quals 16 eren unipersonals (12 homes vivint sols i 4 dones vivint soles), 28 parelles sense fills, 72 parelles amb fills i 12 famílies monoparentals amb fills.
La població ha evolucionat segons el següent gràfic:
Habitants censats

### Habitatges
El 2007 hi havia 154 habitatges, 129 eren l'habitatge principal de la família, 11 eren segones residències i 14 estaven desocupats. Tots els 153 habitatges eren cases. Dels 129 habitatges principals, 92 estaven ocupats pels seus propietaris, 33 estaven llogats i ocupats pels llogaters i 4 estaven cedits a títol gratuït; 7 tenien dues cambres, 14 en tenien tres, 29 en tenien quatre i 79 en tenien cinc o més. 92 habitatges disposaven pel capbaix d'una plaça de pàrquing. A 47 habitatges hi havia un automòbil i a 67 n'hi havia dos o més.

### Piràmide de població
La piràmide de població per edats i sexe el 2009 era:
| Homes | Edats   | Dones |
| ----- | ------- | ----- |
| 0     | 95 o +  | 0     |
| 0     | 90 a 94 | 0     |
| 8     | 85 a 89 | 4     |
| 0     | 80 a 84 | 0     |
| 4     | 75 a 79 | 0     |
| 4     | 70 a 74 | 8     |
| 4     | 65 a 69 | 0     |
| 4     | 60 a 64 | 4     |
| 0     | 55 a 59 | 4     |
| 16    | 50 a 54 | 4     |
| 12    | 45 a 49 | 4     |
| 8     | 40 a 44 | 16    |
| 20    | 35 a 39 | 16    |
| 20    | 30 a 34 | 24    |
| 12    | 25 a 29 | 8     |
| 12    | 20 a 24 | 16    |
| 16    | 15 a 19 | 12    |
| 12    | 10 a 14 | 20    |
| 16    | 5 a 9   | 44    |
| 20    | 0 a 4   | 0     |

## Economia
El 2007 la població en edat de treballar era de 253 persones, 183 eren actives i 70 eren inactives. De les 183 persones actives 160 estaven ocupades (95 homes i 65 dones) i 23 estaven aturades (11 homes i 12 dones). De les 70 persones inactives 15 estaven jubilades, 17 estaven estudiant i 38 estaven classificades com a «altres inactius».

### Ingressos
El 2009 a Villeselve hi havia 131 unitats fiscals que integraven 378,5 persones, la mediana anual d'ingressos fiscals per persona era de 15.640 €.

### Activitats econòmiques
Dels 6 establiments que hi havia el 2007, 1 era d'una empresa extractiva, 1 d'una empresa alimentària, 3 d'empreses de construcció i 1 d'una empresa d'informació i comunicació.
Dels 3 establiments de servei als particulars que hi havia el 2009, 1 era un guixaire pintor i 2 lampisteries.
L'únic establiment comercial que hi havia el 2009 era una fleca.
L'any 2000 a Villeselve hi havia 5 explotacions agrícoles que ocupaven un total de 475 hectàrees.

## Equipaments sanitaris i escolars
El 2009 hi havia una escola elemental integrada dins d'un grup escolar amb les comunes properes formant una escola dispersa.

## Poblacions més properes
El següent diagrama mostra les poblacions més properes.